# Cheurón (anatomía)

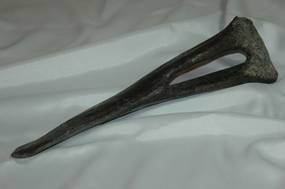
Cheuron de Diplodocus.

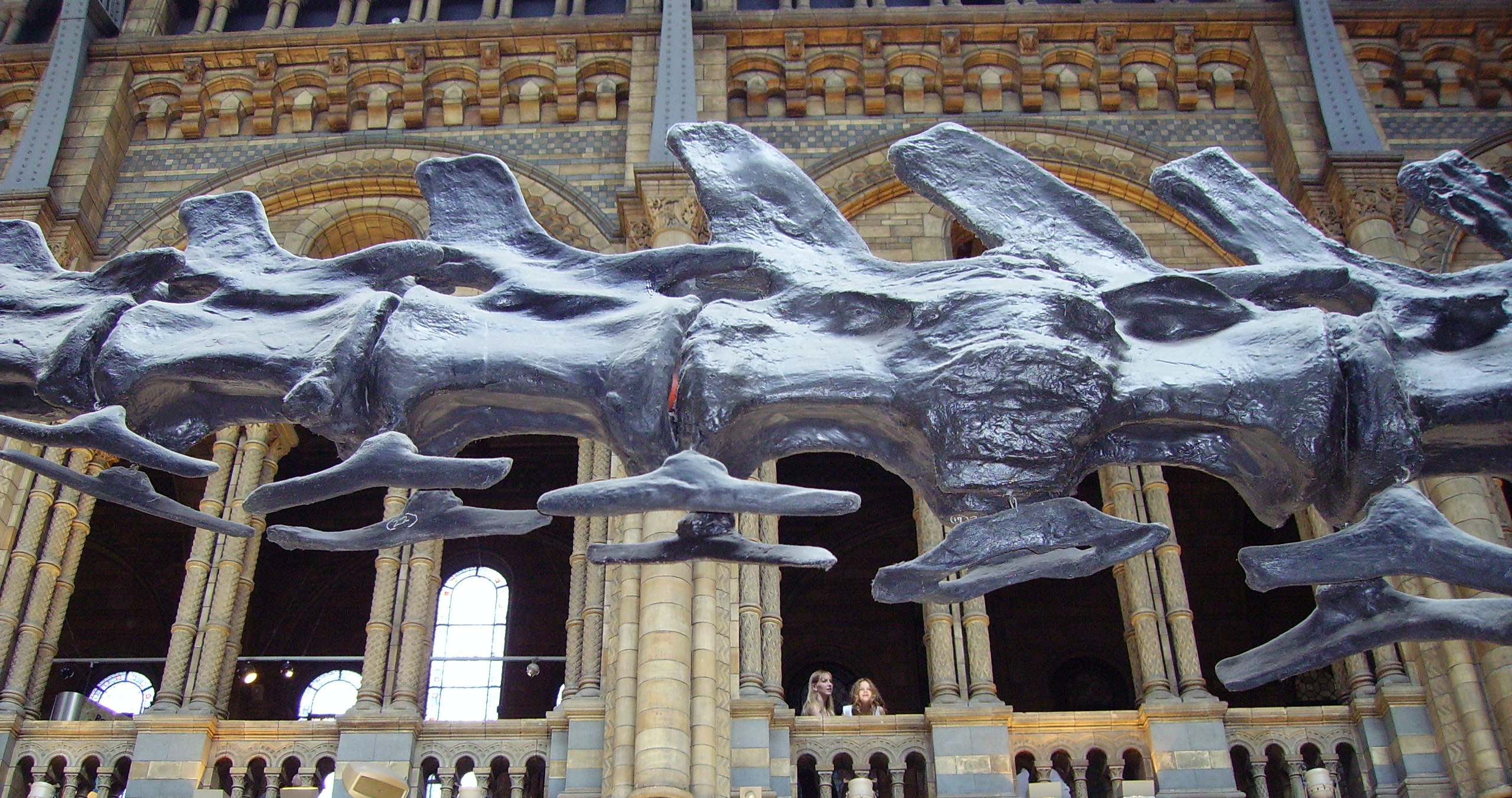
Vértebras caudales de Diplodocus carnegii mostrando los cheurones de doble viga, Museo de Historia Natural de Londres.

Los cheurones o huesos en chevrón son unas series de huesos ubicadas en la superficie inferior de la cola de los reptiles y mamíferos, homólogos a los arcos hemales de las vértebras de los peces. En el registro fósil se han encontrado numerosos cheurones de dinosaurios, que han ayudado a su identificación.
También son encontrados en el lado ventral (superficie inferior) de la cola de algunos mamíferos, como los manatíes (Trichechus spp.) y los canguros.
Su función principal es proteger los elementos críticos en la cola como los nervios y los vasos sanguíneos del daño cuando el animal reposa sobre su cola, o la empuja contra una superficie para impulsarse.